# Gouvernement Salmond II
Écosse
Salmond I Sturgeon I
Le gouvernement Salmond II (en anglais : Second Salmond fovernment) est le gouvernement de l'Écosse autonome entre le 19 mai 2011 au 18 novembre 2014, sous la 4e législature du Parlement.

## Majorité et historique
Ce gouvernement est dirigé par le Premier ministre social-démocrate indépendantiste sortant Alex Salmond. Il est constitué et soutenu uniquement par le Parti national écossais (SNP). Il dispose de 69 députés sur 129, soit 53,9 % des sièges du Parlement.
Il est formé à la suite des élections parlementaires du 5 mai 2011.
Il succède donc au gouvernement Salmond I, formé dans les mêmes conditions mais en minorité.

### Formation et succession
Alex Salmond est élu Premier ministre le 18 mai 2011 par 68 voix favorables. Tous les partis en dehors du SNP s'abstiennent. Il annonce sa démission le 19 septembre 2014, au lendemain de l'échec du référendum d'indépendance, qui se conclut par la victoire de l'option unioniste. Sa vice-Première ministre Nicola Sturgeon lui succède deux mois plus tard.

## Composition

### Initiale (19 mai 2011)
- Les nouveaux ministres sont indiqués en gras, ceux ayant changé d'attributions en italique.

| Portefeuille                                                                         | Titulaire | Titulaire        | Parti |
| ------------------------------------------------------------------------------------ | --------- | ---------------- | ----- |
| Premier ministre                                                                     |           | Alex Salmond     | SNP   |
| Vice-Première ministre Ministre de la Santé, du Bien-être et du Développement urbain |           | Nicola Sturgeon  | SNP   |
| Ministre des Finances, de l'Emploi et de la Croissance durable                       |           | John Swinney     | SNP   |
| Ministre de l'Éducation et de la Formation continue                                  |           | Michael Russell  | SNP   |
| Ministre des Affaires parlementaires et de la Stratégie gouvernementale              |           | Bruce Crawford   | SNP   |
| Ministre de la Justice                                                               |           | Kenny MacAskill  | SNP   |
| Ministre des Affaires rurales et de l'Environnement                                  |           | Richard Lochhead | SNP   |
| Ministre de la Culture et des Affaires extérieures                                   |           | Fiona Hyslop     | SNP   |
| Ministre des Infrastructures et des Investissements                                  |           | Alex Neil        | SNP   |

### Remaniement du 5 septembre 2012
- Les nouveaux ministres sont indiqués en gras, ceux ayant changé d'attributions en italique.

| Portefeuille                                                                           | Titulaire | Titulaire        | Parti |
| -------------------------------------------------------------------------------------- | --------- | ---------------- | ----- |
| Premier ministre                                                                       |           | Alex Salmond     | SNP   |
| Vice-Première ministre Ministre des Infrastructures, des Investissements et des Villes |           | Nicola Sturgeon  | SNP   |
| Ministre des Finances, de l'Emploi et de la Croissance durable                         |           | John Swinney     | SNP   |
| Ministre de l'Éducation et de la Formation continue                                    |           | Michael Russell  | SNP   |
| Ministre de la Justice                                                                 |           | Kenny MacAskill  | SNP   |
| Ministre des Affaires rurales et de l'Environnement                                    |           | Richard Lochhead | SNP   |
| Ministre de la Culture et des Affaires extérieures                                     |           | Fiona Hyslop     | SNP   |
| Ministre de la Santé et du Bien-être                                                   |           | Alex Neil        | SNP   |

### Remaniement du 22 avril 2014
- Les nouveaux ministres sont indiqués en gras, ceux ayant changé d'attributions en italique.

| Portefeuille                                                                            | Titulaire | Titulaire        | Parti |
| --------------------------------------------------------------------------------------- | --------- | ---------------- | ----- |
| Premier ministre                                                                        |           | Alex Salmond     | SNP   |
| Vice-Première ministre Ministre des Infrastructures, des Investissements et des Villes  |           | Nicola Sturgeon  | SNP   |
| Ministre des Finances, de l'Emploi et de la Croissance durable                          |           | John Swinney     | SNP   |
| Ministre de l'Éducation et de la Formation continue                                     |           | Michael Russell  | SNP   |
| Ministre de la Justice                                                                  |           | Kenny MacAskill  | SNP   |
| Ministre des Affaires rurales et de l'Environnement                                     |           | Richard Lochhead | SNP   |
| Ministre de la Culture et des Affaires extérieures                                      |           | Fiona Hyslop     | SNP   |
| Ministre de la Santé et du Bien-être                                                    |           | Alex Neil        | SNP   |
| Ministre de la Formation, de l'Emploi des jeunes et des femmes                          |           | Angela Constance | SNP   |
| Ministre des Jeux du Commonwealth, des Sports, de l'Égalité et des Droits des retraités |           | Shona Robison    | SNP   |